# Scleroplegma
Scleroplegma is een geslacht van sponsdieren uit de klasse van de Hexactinellida.

## Soorten
- Scleroplegma lanterna (Schmidt, 1879)
- Scleroplegma maasi (Ijima, 1927)